# رود ایلاک
ایلاک، رودخانه‌ای در ناحیه فیض‌آباد و کشور تاجیکستان است که بزرگترین شاخه سمت چپ رود کافرنهان به‌شمار می‌رود. طول این رودخانه ۹۷ کیلومتر است و مساحت حوضه آبریز آن ۸۲۹ کیلومتر مربع می‌باشد. الاک از دامنه جنوبی رشته‌کوه قراتگین و سرخ‌کوه سرچشمه می‌گیرد و پایان آن از وادی حصار می‌گذرد. در ترسالی، میانگین دبی آن نیم متر مکعب بر ثانیه است. این رود برای آبیاری این منطقه اهمیت زیادی دارد.